# Gubernatorzy Nowego Jorku
Gubernator Nowego Jorku jest szefem rządu, sprawującym najwyższą władzę wykonawczą w stanie Nowy Jork w Stanach Zjednoczonych na mocy konstytucją Nowego Jorku, i zwierzchnikiem stanowych sił zbrojnych. Jest wybierany w wyborach powszechnych na czteroletnią kadencję.

## Statystyki
Nowy Jork miał 56 gubernatorów. W tym 26 Demokratów, 18 Republikanów, 6 Demokratycznych Republikanów, 5 Wigów i jeden Federalista.
Jedynym gubernatorem, który pełnił urząd przez 7 kadencji był George Clinton. 4 gubernatorów służyło po 4 kadencje - byli to: Daniel Tompkins, DeWitt Clinton, Al Smith i Nelson Rockefeller. 7 gubernatorów służyło po 3 kadencje - byli to: William Marcy, David Bennett Hill, Herbert H. Lehman, Thomas Dewey, Mario Cuomo, George Pataki i Andrew Cuomo. 12 gubernatorów służyło po 2 kadencje - byli to: John Jay, Enos Throops, William Seward, Edwin Morgan, Horatio Seymour, Reuben Fenton, John Huffman, Benjamin Odell, Charles Evans Hughes, Charles Seymour Whitman, Franklin Delano Roosevelt i Hugh Carey.
9 zastępców objęło urząd gubernatora w wyniku przedwczesnego zakończenia kadencji. Byli to: John Tyler, Nathaniel Pitcher, Enos Throops, David Bennett Hill, Horace White, Martin Glynn, Charles Poletti, Malcolm Wilson i David Paterson. Tylko dwóch z nich służyło więcej, niż jedną kadencję. Byli to Enos Throops i David Bennett Hill.
4 gubernatorów objęło później urząd prezydenta Stanów Zjednoczonych. Byli to: Martin Van Buren, Grover Cleveland, Theodore Roosevelt i Franklin Delano Roosevelt.
Pierwszym i jedynym Afroamerykaninem, który pełnił urząd gubernatora Nowego Jorku był David Paterson, który objął urząd 17 marca 2008 w wyniku sukcesji.

## Lista gubernatorów Nowego Jorku
Pierwszy gubernator George Clinton oficjalnie objął urząd 30 lipca 1777. Na mocy konstytucji Nowego Jorku kadencja gubernatora trwała 3 lata, a w 1978 wprowadzono przepis, zgodnie z którym każda kadencja rozpoczynała się 1 lipca. Konstytucja z 1821 skracała kadencję do dwóch lat i wymuszała początek kadencji na 1 stycznia, a koniec na 31 grudnia. Od 1974 gubernatorzy znów byli wybierani na trzyletnią kadencję, a od 1894 znowu na dwuletnią. Zgodnie z aktualną konstytucją stanową z 1938, kadencja gubernatora trwa 4 lata.
W przypadku gdy gubernator opróżnia swój urząd, jego obowiązki przejmuje zastępca gubernatora.
| Lp.                  | Lp.   | Gubernator                                                 | Partia                     | Kadencja                  | Kadencja                  | Zastępca                 | Przypisy      |
| Lp.                  | Lp.   | Gubernator                                                 | Partia                     | Początek                  | Koniec                    | Zastępca                 | Przypisy      |
| -------------------- | ----- | ---------------------------------------------------------- | -------------------------- | ------------------------- | ------------------------- | ------------------------ | ------------- |
|                      | 1.    | George Clinton (ur. 26 VII 1739, zm. 20 IV 1812)           | Demokratyczni Republikanie | 30 lipca 1777(dts)        | 30 czerwca 1780(dts)      | Pierre Van Cortlandt     | [ 7 ]         |
| 1 lipca 1780(dts)    | 1.    | George Clinton (ur. 26 VII 1739, zm. 20 IV 1812)           | Demokratyczni Republikanie | 30 czerwca 1783(dts)      |                           | Pierre Van Cortlandt     | [ 7 ]         |
| 1 lipca 1783(dts)    | 1.    | George Clinton (ur. 26 VII 1739, zm. 20 IV 1812)           | Demokratyczni Republikanie | 30 czerwca 1786(dts)      |                           | Pierre Van Cortlandt     | [ 7 ]         |
| 1 lipca 1786(dts)    | 1.    | George Clinton (ur. 26 VII 1739, zm. 20 IV 1812)           | Demokratyczni Republikanie | 30 czerwca 1789(dts)      |                           | Pierre Van Cortlandt     | [ 7 ]         |
| 1 lipca 1789(dts)    | 1.    | George Clinton (ur. 26 VII 1739, zm. 20 IV 1812)           | Demokratyczni Republikanie | 30 czerwca 1792(dts)      |                           | Pierre Van Cortlandt     | [ 7 ]         |
| 1 lipca 1792(dts)    | 1.    | George Clinton (ur. 26 VII 1739, zm. 20 IV 1812)           | Demokratyczni Republikanie | 30 czerwca 1795(dts)      |                           | Pierre Van Cortlandt     | [ 7 ]         |
|                      | 2.    | John Jay (ur. 12 XII 1745, zm. 17 V 1829)                  | Federaliści                | 1 lipca 1795(dts)         | 30 czerwca 1798(dts)      | Stephen Van Rensselaer   | [ 7 ]         |
| 1 lipca 1798(dts)    | 2.    | John Jay (ur. 12 XII 1745, zm. 17 V 1829)                  | Federaliści                | 30 czerwca 1801(dts)      |                           | Stephen Van Rensselaer   | [ 7 ]         |
|                      | (1.)  | George Clinton (ur. 26 VII 1739, zm. 20 IV 1812)           | Demokratyczni Republikanie | 1 lipca 1801(dts)         | 30 czerwca 1804(dts)      | Jeremiah Van Rensselaer  | [ 7 ]         |
|                      | 3.    | Morgan Lewis (ur. 16 X 1754, zm. 7 IV 1844)                | Demokratyczni Republikanie | 1 lipca 1804(dts)         | 30 czerwca 1807(dts)      | John Broome              | [ 7 ]         |
|                      | 4.    | Daniel Tompkins (ur. 21 VI 1774, zm. 11 VI 1825)           | Demokratyczni Republikanie | 1 lipca 1807(dts)         | 30 czerwca 1810(dts)      | John Broome              | [ 7 ]         |
| 1 lipca 1810(dts)    | 4.    | Daniel Tompkins (ur. 21 VI 1774, zm. 11 VI 1825)           | Demokratyczni Republikanie | 30 czerwca 1813(dts)      |                           | John Broome              | [ 7 ]         |
| 1 lipca 1810(dts)    | 4.    | Daniel Tompkins (ur. 21 VI 1774, zm. 11 VI 1825)           | Demokratyczni Republikanie | 30 czerwca 1813(dts)      | Wakat                     |                          | [ 7 ]         |
| 1 lipca 1810(dts)    | 4.    | Daniel Tompkins (ur. 21 VI 1774, zm. 11 VI 1825)           | Demokratyczni Republikanie | 30 czerwca 1813(dts)      | John Tayler               |                          | [ 7 ]         |
| 1 lipca 1810(dts)    | 4.    | Daniel Tompkins (ur. 21 VI 1774, zm. 11 VI 1825)           | Demokratyczni Republikanie | 30 czerwca 1813(dts)      | DeWitt Clinton            |                          | [ 7 ]         |
| 1 lipca 1813(dts)    | 4.    | Daniel Tompkins (ur. 21 VI 1774, zm. 11 VI 1825)           | Demokratyczni Republikanie | 30 czerwca 1816(dts)      | John Tayler               |                          | [ 7 ]         |
| 1 lipca 1816(dts)    | 4.    | Daniel Tompkins (ur. 21 VI 1774, zm. 11 VI 1825)           | Demokratyczni Republikanie | 24 lutego 1817(dts)       | John Tayler               |                          | [ 7 ]         |
|                      | 5.    | John Tayler (ur. 4 VII 1742, zm. 9 V 1829)                 | Demokratyczni Republikanie | 24 lutego 1817(dts)       | 30 czerwca 1817(dts)      | Philetus Swift           | [ 7 ]         |
|                      | 6.    | DeWitt Clinton (ur. 2 III 1769, zm. 11 II 1828)            | Demokratyczni Republikanie | 1 lipca 1817(dts)         | 30 czerwca 1820(dts)      | John Tayler              | [ 7 ]         |
| 1 lipca 1820(dts)    | 6.    | DeWitt Clinton (ur. 2 III 1769, zm. 11 II 1828)            | Demokratyczni Republikanie | 31 grudnia 1822(dts)      |                           | John Tayler              | [ 7 ]         |
|                      | 7.    | Joseph Yates (ur. 9 XI 1768, zm. 19 III 1837)              | Demokratyczni Republikanie | 1 lipca 1823(dts)         | 31 grudnia 1824(dts)      | Erastus Root             | [ 7 ]         |
|                      | (6.)  | DeWitt Clinton (ur. 2 III 1769, zm. 11 II 1828)            | Demokratyczni Republikanie | 1 stycznia 1825(dts)      | 31 grudnia 1826(dts)      | James Tallmadge Jr.      | [ 7 ]         |
| 1 stycznia 1827(dts) | (6.)  | DeWitt Clinton (ur. 2 III 1769, zm. 11 II 1828)            | Demokratyczni Republikanie | 11 lutego 1828(dts)       | Nathaniel Pitcher         |                          | [ 7 ]         |
|                      | 8.    | Nathaniel Pitcher (ur. 30 XI 1777, zm. 25 V 1836)          | Demokraci                  | 11 lutego 1828(dts)       | 31 grudnia 1828(dts)      | Wakat                    | [ 7 ]         |
| Peter Livingston     | 8.    | Nathaniel Pitcher (ur. 30 XI 1777, zm. 25 V 1836)          | Demokraci                  | 11 lutego 1828(dts)       | 31 grudnia 1828(dts)      |                          | [ 7 ]         |
| Charles Dayan        | 8.    | Nathaniel Pitcher (ur. 30 XI 1777, zm. 25 V 1836)          | Demokraci                  | 11 lutego 1828(dts)       | 31 grudnia 1828(dts)      |                          | [ 7 ]         |
|                      | 9.    | Martin Van Buren (ur. 5 XII 1782, zm. 24 VII 1862)         | Demokraci                  | 1 stycznia 1829(dts)      | 12 marca 1829(dts)        | Enos Throops             | [ 7 ]         |
|                      | 10.   | Enos Throops (ur. 21 VIII 1784, zm. 1 XI 1874)             | Demokraci                  | 12 marca 1829(dts)        | 31 grudnia 1830(dts)      | William Oliver           | [ 7 ]         |
| 1 stycznia 1831(dts) | 10.   | Enos Throops (ur. 21 VIII 1784, zm. 1 XI 1874)             | Demokraci                  | 31 grudnia 1832(dts)      | Edward Philip Livingston  |                          | [ 7 ]         |
|                      | 11.   | William Marcy (ur. 12 XII 1786, zm. 4 VII 1857)            | Demokraci                  | 1 stycznia 1833(dts)      | 31 grudnia 1834(dts)      | John Tracy               | [ 7 ]         |
| 1 stycznia 1835(dts) | 11.   | William Marcy (ur. 12 XII 1786, zm. 4 VII 1857)            | Demokraci                  | 31 grudnia 1836(dts)      |                           | John Tracy               | [ 7 ]         |
| 1 stycznia 1837(dts) | 11.   | William Marcy (ur. 12 XII 1786, zm. 4 VII 1857)            | Demokraci                  | 31 grudnia 1838(dts)      |                           | John Tracy               | [ 7 ]         |
|                      | 12.   | William Seward (ur. u. 16 V 1801, zm. 10 X 1872)           | Wigowie                    | 1 stycznia 1839(dts)      | 31 grudnia 1840(dts)      | Luther Bradish           | [ 7 ]         |
| 1 stycznia 1841(dts) | 12.   | William Seward (ur. u. 16 V 1801, zm. 10 X 1872)           | Wigowie                    | 31 grudnia 1842(dts)      |                           | Luther Bradish           | [ 7 ]         |
|                      | 13.   | William Bouck (ur. u. 16 V 1801, zm. 10 X 1872)            | Demokraci                  | 1 stycznia 1843(dts)      | 31 grudnia 1844(dts)      | Daniel Dickinson         | [ 7 ]         |
|                      | 14.   | Silas Wright (ur. 24 V 1795, zm. 27 VIII 1847)             | Demokraci                  | 1 stycznia 1845(dts)      | 31 grudnia 1846(dts)      | Addison Gardiner         | [ 7 ]         |
|                      | 15.   | John Young (ur. 12 VI 1802, zm. 23 IV 1852)                | Wigowie                    | 1 stycznia 1847(dts)      | 31 grudnia 1848(dts)      | Hamilton Fish            | [ 7 ]         |
|                      | 16.   | Hamilton Fish (ur. 3 VIII 1808, zm. 7 IX 1893)             | Wigowie                    | 1 stycznia 1849(dts)      | 31 grudnia 1850(dts)      | George Patterson         | [ 7 ]         |
|                      | 17.   | Washington Hunt (ur. 5 VIII 1811, zm. 2 II 1867)           | Wigowie                    | 1 stycznia 1851(dts)      | 31 grudnia 1852(dts)      | Sanford Church           | [ 7 ]         |
|                      | 18.   | Horatio Seymour (ur. 31 V 1810, zm. 12 II 1886)            | Demokraci                  | 1 stycznia 1853(dts)      | 31 grudnia 1854(dts)      | Sanford Church           | [ 7 ]         |
|                      | 19.   | Myron Clark (ur. 23 X 1806, zm. 23 VIII 1892)              | Wigowie                    | 1 stycznia 1855(dts)      | 31 grudnia 1856(dts)      | Henry Jarvis Raymond     | [ 7 ]         |
|                      | 20.   | John King (ur. 3 I 1788, zm. 7 VII 1867)                   | Republikanie               | 1 stycznia 1857(dts)      | 31 grudnia 1858(dts)      | Henry Selden             | [ 7 ]         |
|                      | 21.   | Edwin Morgan (ur. 8 II 1811, zm. 14 II 1883)               | Republikanie               | 1 stycznia 1859(dts)      | 31 grudnia 1860(dts)      | Robert Campbell          | [ 7 ]         |
| 1 stycznia 1861(dts) | 21.   | Edwin Morgan (ur. 8 II 1811, zm. 14 II 1883)               | Republikanie               | 31 grudnia 1862(dts)      |                           | Robert Campbell          | [ 7 ]         |
|                      | (18.) | Horatio Seymour (ur. 31 V 1810, zm. 12 II 1886)            | Demokraci                  | 1 stycznia 1863(dts)      | 31 grudnia 1864(dts)      | David Floyd-Jones        | [ 7 ]         |
|                      | 22.   | Reuben Fenton (ur. 4 VII 1819, zm. 25 VIII 1885)           | Republikanie               | 1 stycznia 1865(dts)      | 31 grudnia 1866(dts)      | Thomas Alvord            | [ 7 ]         |
| 1 stycznia 1867(dts) | 22.   | Reuben Fenton (ur. 4 VII 1819, zm. 25 VIII 1885)           | Republikanie               | 31 grudnia 1868(dts)      | Stewart Woodford          |                          | [ 7 ]         |
|                      | 23.   | John Hoffman (ur. 10 I 1828, zm. 24 III 1888)              | Demokraci                  | 1 stycznia 1869(dts)      | 31 grudnia 1870(dts)      | Allen Beach              | [ 7 ]         |
| 1 stycznia 1871(dts) | 23.   | John Hoffman (ur. 10 I 1828, zm. 24 III 1888)              | Demokraci                  | 31 grudnia 1872(dts)      |                           | Allen Beach              | [ 7 ]         |
|                      | 24.   | John Adams Dix (ur. 24 VII 1798, zm. 21 IV 1879)           | Republikanie               | 1 stycznia 1873(dts)      | 31 grudnia 1874(dts)      | John Robinson            | [ 7 ]         |
|                      | 25.   | Samuel Tilden (ur. 9 II 1814, zm. 4 VIII 1886)             | Demokraci                  | 1 stycznia 1875(dts)      | 31 grudnia 1876(dts)      | William Dorsheimer       | [ 7 ]         |
|                      | 26.   | Lucius Robinson (ur. 4 XI 1810, zm. 23 III 1891)           | Demokraci                  | 1 stycznia 1877(dts)      | 31 grudnia 1879(dts)      | William Dorsheimer       | [ 7 ]         |
|                      | 27.   | Alonzo Cornell (ur. 22 I 1832, zm. 15 X 1904)              | Republikanie               | 1 stycznia 1880(dts)      | 31 grudnia 1882(dts)      | George Gilbert Hoskins   | [ 7 ]         |
|                      | 28.   | Grover Cleveland (ur. 18 III 1837, zm. 24 VI 1908)         | Demokraci                  | 1 stycznia 1883(dts)      | 6 stycznia 1885(dts)      | David Bennett Hill       | [ 7 ]         |
|                      | 29.   | David Bennett Hill (ur. 29 VIII 1843, zm. 20 X 1910)       | Demokraci                  | 6 stycznia 1885(dts)      | 31 grudnia 1885(dts)      | Dennis McCarthy          | [ 7 ] [ 8 ]   |
| 1 stycznia 1886(dts) | 29.   | David Bennett Hill (ur. 29 VIII 1843, zm. 20 X 1910)       | Demokraci                  | 31 grudnia 1888(dts)      | Edward Jones              |                          | [ 7 ] [ 8 ]   |
| 1 stycznia 1889(dts) | 29.   | David Bennett Hill (ur. 29 VIII 1843, zm. 20 X 1910)       | Demokraci                  | 31 grudnia 1891(dts)      | Edward Jones              |                          | [ 7 ] [ 8 ]   |
|                      | 30.   | Roswell Flower (ur. 7 VIII 1835, zm. 12 V 1899)            | Demokraci                  | 1 stycznia 1892(dts)      | 31 grudnia 1894(dts)      | William Sheehan          | [ 7 ]         |
|                      | 31.   | Levi Morton (ur. 16 V 1824, zm. 16 V 1920)                 | Republikanie               | 1 stycznia 1895(dts)      | 31 grudnia 1896(dts)      | Charles Saxton           | [ 7 ]         |
|                      | 32.   | Frank Black (ur. 8 III 1853, zm. 22 III 1913)              | Republikanie               | 1 stycznia 1897(dts)      | 31 grudnia 1898(dts)      | Timothy Woodruff         | [ 7 ]         |
|                      | 33.   | Theodore Roosevelt (ur. 27 X 1858, zm. 6 I 1919)           | Republikanie               | 1 stycznia 1899(dts)      | 31 grudnia 1900(dts)      | Timothy Woodruff         | [ 7 ]         |
|                      | 34.   | Benjamin Odell (ur. 14 I 1854, zm. 9 V 1926)               | Republikanie               | 1 stycznia 1901(dts)      | 31 grudnia 1902(dts)      | Timothy Woodruff         | [ 7 ]         |
| 1 stycznia 1903(dts) | 34.   | Benjamin Odell (ur. 14 I 1854, zm. 9 V 1926)               | Republikanie               | 31 grudnia 1904(dts)      | Frank Higgins             |                          | [ 7 ]         |
|                      | 35.   | Frank Higgins (ur. 18 VIII 1856, zm. 12 II 1907)           | Republikanie               | 1 stycznia 1905(dts)      | 31 grudnia 1906(dts)      | Matthew Linn Bruce       | [ 7 ]         |
|                      | 36.   | Charles Evans Hughes (ur. 18 VIII 1856, zm. 12 II 1907)    | Republikanie               | 1 stycznia 1907(dts)      | 31 grudnia 1908(dts)      | Lewis Stuyvesant Chanler | [ 7 ]         |
| 1 stycznia 1909(dts) | 36.   | Charles Evans Hughes (ur. 18 VIII 1856, zm. 12 II 1907)    | Republikanie               | 6 października 1910(dts)  | Horace White              |                          | [ 7 ]         |
|                      | 37.   | Horace White (ur. 7 X 1856, zm. 27 XI 1943)                | Republikanie               | 6 października 1910(dts)  | 31 grudnia 1910(dts)      | Wakat                    | [ 7 ]         |
| George Cobb          | 37.   | Horace White (ur. 7 X 1856, zm. 27 XI 1943)                | Republikanie               | 6 października 1910(dts)  | 31 grudnia 1910(dts)      |                          | [ 7 ]         |
|                      | 38.   | John Alden Dix (ur. 25 XII 1860, zm. 9 IV 1928)            | Demokraci                  | 1 stycznia 1911(dts)      | 31 grudnia 1912(dts)      | Thomas Conway            | [ 7 ]         |
|                      | 39.   | William Sulzer (ur. 18 III 1863, zm. 6 XI 1941)            | Demokraci                  | 1 stycznia 1913(dts)      | 17 października 1913(dts) | Martin Glynn             | [ 7 ]         |
|                      | 40.   | Martin Glynn (ur. 27 IX 1871, zm. 14 XII 1924)             | Demokraci                  | 17 października 1913(dts) | 31 grudnia 1914(dts)      | Robert F. Wagner         | [ 7 ]         |
|                      | 41.   | Charles Seymour Whitman (ur. 29 IX 1868, zm. 29 III 1947)  | Republikanie               | 1 stycznia 1915(dts)      | 31 grudnia 1916(dts)      | Edward Schoeneck         | [ 7 ]         |
| 1 stycznia 1917(dts) | 41.   | Charles Seymour Whitman (ur. 29 IX 1868, zm. 29 III 1947)  | Republikanie               | 31 grudnia 1918(dts)      |                           | Edward Schoeneck         | [ 7 ]         |
|                      | 42.   | Al Smith (ur. 30 XII 1873, zm. 4 X 1944)                   | Demokraci                  | 1 stycznia 1919(dts)      | 31 grudnia 1920(dts)      | Harry Walker             | [ 7 ]         |
|                      | 43.   | Nathan Miller (ur. 10 X 1868, zm. 26 VI 1953)              | Republikanie               | 1 stycznia 1921(dts)      | 31 grudnia 1922(dts)      | Jeremiah Wood            | [ 7 ]         |
|                      | (42.) | Al Smith (ur. 30 XII 1873, zm. 4 X 1944)                   | Demokraci                  | 1 stycznia 1923(dts)      | 31 grudnia 1924(dts)      | George Richard Lunn      | [ 7 ]         |
| 1 stycznia 1925(dts) | (42.) | Al Smith (ur. 30 XII 1873, zm. 4 X 1944)                   | Demokraci                  | 31 grudnia 1926(dts)      | Seymour Lowman            |                          | [ 7 ]         |
| 1 stycznia 1927(dts) | (42.) | Al Smith (ur. 30 XII 1873, zm. 4 X 1944)                   | Demokraci                  | 31 grudnia 1928(dts)      | Edwin Corning             |                          | [ 7 ]         |
|                      | 44.   | Franklin Delano Roosevelt (ur. 30 I 1882, zm. 12 IV 1945)  | Demokraci                  | 1 stycznia 1929(dts)      | 31 grudnia 1930(dts)      | Herbert H. Lehman        | [ 7 ]         |
| 1 stycznia 1931(dts) | 44.   | Franklin Delano Roosevelt (ur. 30 I 1882, zm. 12 IV 1945)  | Demokraci                  | 31 grudnia 1932(dts)      |                           | Herbert H. Lehman        | [ 7 ]         |
|                      | 45.   | Herbert H. Lehman (ur. 28 III 1878, zm. 5 XII 1963)        | Demokraci                  | 1 stycznia 1933(dts)      | 31 grudnia 1934(dts)      | Michael William Bray     | [ 7 ]         |
| 1 stycznia 1935(dts) | 45.   | Herbert H. Lehman (ur. 28 III 1878, zm. 5 XII 1963)        | Demokraci                  | 31 grudnia 1936(dts)      |                           | Michael William Bray     | [ 7 ]         |
| 1 stycznia 1937(dts) | 45.   | Herbert H. Lehman (ur. 28 III 1878, zm. 5 XII 1963)        | Demokraci                  | 31 grudnia 1938(dts)      |                           | Michael William Bray     | [ 7 ]         |
| 1 stycznia 1939(dts) | 45.   | Herbert H. Lehman (ur. 28 III 1878, zm. 5 XII 1963)        | Demokraci                  | 3 grudnia 1942(dts)       | Charles Poletti           |                          | [ 7 ]         |
|                      | 46.   | Charles Poletti (ur. 2 VII 1903, zm. 8 VIII 2002)          | Demokraci                  | 3 grudnia 1942(dts)       | 31 grudnia 1942(dts)      | Joe Hanley               | [ 7 ]         |
|                      | 47.   | Thomas Dewey (ur. 24 III 1902, zm. 16 III 1971)            | Republikanie               | 1 stycznia 1943(dts)      | 31 grudnia 1946(dts)      | Thomas W. Wallace        | [ 7 ]         |
| 1 stycznia 1947(dts) | 47.   | Thomas Dewey (ur. 24 III 1902, zm. 16 III 1971)            | Republikanie               | 31 grudnia 1950(dts)      | Joe Hanley                |                          | [ 7 ]         |
| 1 stycznia 1951(dts) | 47.   | Thomas Dewey (ur. 24 III 1902, zm. 16 III 1971)            | Republikanie               | 31 grudnia 1954(dts)      | Frank Moore               |                          | [ 7 ]         |
| 1 stycznia 1951(dts) | 47.   | Thomas Dewey (ur. 24 III 1902, zm. 16 III 1971)            | Republikanie               | 31 grudnia 1954(dts)      | Arthur Wicks              |                          | [ 7 ]         |
| 1 stycznia 1951(dts) | 47.   | Thomas Dewey (ur. 24 III 1902, zm. 16 III 1971)            | Republikanie               | 31 grudnia 1954(dts)      | Walter Mahoney            |                          | [ 7 ]         |
|                      | 48.   | William Averell Harriman (ur. 15 XI 1891, zm. 26 VII 1986) | Demokraci                  | 1 stycznia 1955(dts)      | 31 grudnia 1958(dts)      | George DeLuca            | [ 7 ]         |
|                      | 49.   | Nelson Rockefeller (ur. 8 VII 1908, zm. 26 I 1979)         | Republikanie               | 1 stycznia 1959(dts)      | 31 grudnia 1962(dts)      | Malcolm Wilson           | [ 7 ]         |
| 1 stycznia 1963(dts) | 49.   | Nelson Rockefeller (ur. 8 VII 1908, zm. 26 I 1979)         | Republikanie               | 31 grudnia 1966(dts)      |                           | Malcolm Wilson           | [ 7 ]         |
| 1 stycznia 1967(dts) | 49.   | Nelson Rockefeller (ur. 8 VII 1908, zm. 26 I 1979)         | Republikanie               | 31 grudnia 1970(dts)      |                           | Malcolm Wilson           | [ 7 ]         |
| 1 stycznia 1971(dts) | 49.   | Nelson Rockefeller (ur. 8 VII 1908, zm. 26 I 1979)         | Republikanie               | 18 grudnia 1973(dts)      |                           | Malcolm Wilson           | [ 7 ]         |
|                      | 50.   | Malcolm Wilson (ur. 26 II 1914, zm. 13 III 2000)           | Republikanie               | 18 grudnia 1973(dts)      | 31 grudnia 1974(dts)      | Warren Anderson          | [ 7 ] [ 9 ]   |
|                      | 51.   | Hugh Carey (ur. 11 IV 1919, zm. 7 VIII 2011)               | Demokraci                  | 1 stycznia 1975(dts)      | 31 grudnia 1978(dts)      | Mary Anne Krupsak        | [ 7 ]         |
| 1 stycznia 1979(dts) | 51.   | Hugh Carey (ur. 11 IV 1919, zm. 7 VIII 2011)               | Demokraci                  | 31 grudnia 1982(dts)      | Mario Cuomo               |                          | [ 7 ]         |
|                      | 52.   | Mario Cuomo (ur. 15 VI 1932, zm. 1 I 2015)                 | Demokraci                  | 1 stycznia 1983(dts)      | 31 grudnia 1986(dts)      | Alfred DelBello          | [ 7 ]         |
| Warren Anderson      | 52.   | Mario Cuomo (ur. 15 VI 1932, zm. 1 I 2015)                 | Demokraci                  | 1 stycznia 1983(dts)      | 31 grudnia 1986(dts)      |                          | [ 7 ]         |
| 1 stycznia 1987(dts) | 52.   | Mario Cuomo (ur. 15 VI 1932, zm. 1 I 2015)                 | Demokraci                  | 31 grudnia 1990(dts)      | Stan Lundine              |                          | [ 7 ]         |
| 1 stycznia 1991(dts) | 52.   | Mario Cuomo (ur. 15 VI 1932, zm. 1 I 2015)                 | Demokraci                  | 31 grudnia 1994(dts)      | Stan Lundine              |                          | [ 7 ]         |
|                      | 53.   | George Pataki (ur. 24 VI 1945)                             | Republikanie               | 1 stycznia 1995(dts)      | 31 grudnia 1998(dts)      | Betsy McCaughey Ross     | [ 7 ]         |
| 1 stycznia 1999(dts) | 53.   | George Pataki (ur. 24 VI 1945)                             | Republikanie               | 31 grudnia 2002(dts)      | Mary Donohue              |                          | [ 7 ]         |
| 1 stycznia 2003(dts) | 53.   | George Pataki (ur. 24 VI 1945)                             | Republikanie               | 31 grudnia 2006(dts)      | Mary Donohue              |                          | [ 7 ]         |
|                      | 54.   | Eliot Spitzer (ur. 10 VI 1959)                             | Demokraci                  | 1 stycznia 2007(dts)      | 17 marca 2008(dts)        | David Paterson           | [ 10 ]        |
|                      | 55.   | David Paterson (ur. 20 V 1954)                             | Demokraci                  | 17 marca 2008(dts)        | 31 grudnia 2010(dts)      | Joseph Bruno             | [ 11 ] [ 12 ] |
| Dean Skelos          | 55.   | David Paterson (ur. 20 V 1954)                             | Demokraci                  | 17 marca 2008(dts)        | 31 grudnia 2010(dts)      |                          | [ 11 ] [ 12 ] |
| Malcolm Smith        | 55.   | David Paterson (ur. 20 V 1954)                             | Demokraci                  | 17 marca 2008(dts)        | 31 grudnia 2010(dts)      |                          | [ 11 ] [ 12 ] |
| Pedro Espada Jr.     | 55.   | David Paterson (ur. 20 V 1954)                             | Demokraci                  | 17 marca 2008(dts)        | 31 grudnia 2010(dts)      |                          | [ 11 ] [ 12 ] |
| Richard Ravitch      | 55.   | David Paterson (ur. 20 V 1954)                             | Demokraci                  | 17 marca 2008(dts)        | 31 grudnia 2010(dts)      |                          | [ 11 ] [ 12 ] |
|                      | 56.   | Andrew Cuomo (ur. 6 XII 1957)                              | Demokraci                  | 1 stycznia 2011(dts)      | 31 grudnia 2014(dts)      | Robert Duffy             | [ 13 ] [ 14 ] |
| 1 stycznia 2015(dts) | 56.   | Andrew Cuomo (ur. 6 XII 1957)                              | Demokraci                  | 31 grudnia 2018(dts)      | Kathy Hochul              |                          | [ 13 ] [ 14 ] |
| 1 stycznia 2019(dts) | 56.   | Andrew Cuomo (ur. 6 XII 1957)                              | Demokraci                  | 24 sierpnia 2021(dts)     | Kathy Hochul              |                          | [ 13 ] [ 14 ] |
|                      | 57    | Kathy Hochul (ur. 27 VIII 1958)                            | Demokraci                  | 24 sierpnia 2021(dts)     | nadal                     | Andrea Stewart-Cousins   | [ 13 ] [ 14 ] |